# Terminalia leandriana
Terminalia leandriana är en tvåhjärtbladig växtart som beskrevs av Joseph Marie Henry Alfred Perrier de la Bâthie. Terminalia leandriana ingår i släktet Terminalia och familjen Combretaceae. Inga underarter finns listade i Catalogue of Life.